# Hendrik Jan Nederhorst (1871-1928)

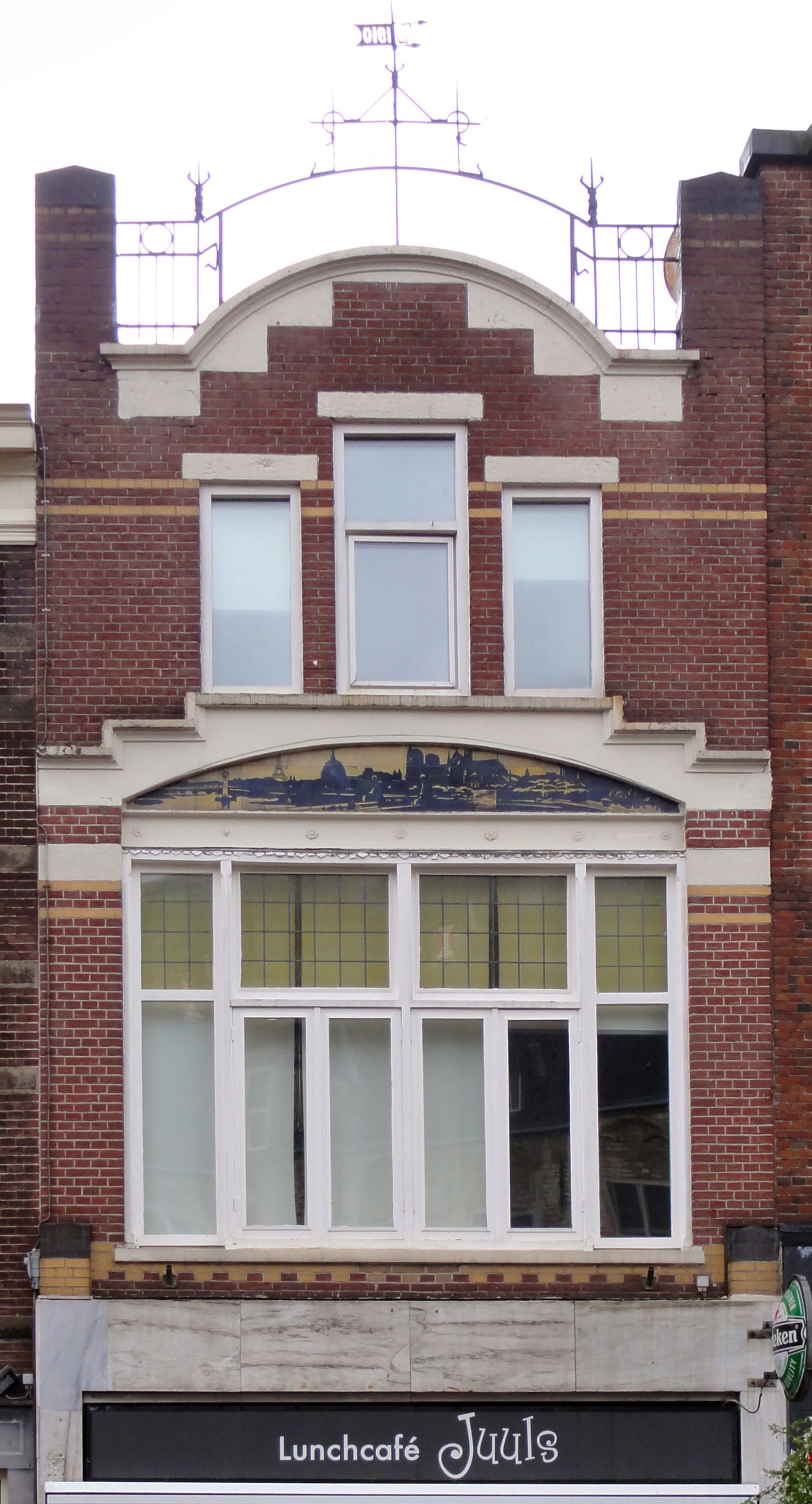
De door H.J. Nederhorst jr. in 1910/1911 gemaakte voorgevel van het pand De stad Parijs aan de Markt 10 met het stadssilhouet van Parijs

Hendrik Jan Nederhorst (Utrecht, 15 juni 1871 – Arnhem , 13 april 1928) was een Nederlandse architect en ondernemer.

## Leven en werk
Nederhorst was een zoon van Hendrik Jan Nederhorst en Geertje Zwart. Evenals zijn vader werd hij architect en aannemer. Hij vestigde zich in de negentiger jaren van de 19e eeuw als bouwkundige in Gouda. Samen met zijn vader vormde hij het aannemingsbedrijf firma H.J. Nederhorst & Zn. Na het overlijden van zijn vader in 1913 zette hij in 1914 het bedrijf om in de N.V. tot aanneming van werken v/h H.J. Nederhorst. In 1964 werd dit bedrijf omgezet in de Verenigde Bedrijven Nederhorst N.V., dat in 1979 werd overgenomen door de Hollandsche Beton Groep en sinds 2002 onderdeel is van Koninklijke BAM Groep. Evenals zijn vader was Nederhorst niet alleen architect en aannemer, maar was hij ook politiek actief. Zijn vader was een liberaal wethouder van Gouda en hij was bestuurder van de Liberale Vrijheidsbond. Hij bouwde diverse beeldbepalende panden in Gouda, waaronder de Rijks H.B.S. aan de Burgemeester Martenssingel, diverse winkelpanden aan de Markt en de kaarsenfabriek. Samen met zijn vader exploiteerde hij de eerste telefoonmaatschappij in Gouda, die in 1921 werd overgenomen door de PTT. Nederhorst legde in 1925 zijn directeursfunctie neer, maar bleef nog wel als gedelegeerd commissaris aan het bedrijf Nederhorst verbonden. Hij overleed in april 1928 op 56-jarige leeftijd te Arnhem. Hij werd begraven op de algemene begraafplaats aan de Vorstmanstraat in Gouda.
Nederhorst was tweemaal gehuwd. Uit zijn eerste huwelijk met Marie Geertruida van Vreumingen werd zijn zoon Gerard Marinus geboren, die in tegenstelling tot zijn liberale vader en grootvader, koos voor de sociaaldemocratie. Na zijn scheiding hertrouwde hij met Cornelia Berdina Augusta Kemperman.